# Симбирская провинция
Синбирская провинция — одна из провинций Российской империи. Центр — город Синбирск .

## История
В 1708 году вышел Указ Пётр I о разделении Русского царства на 8 губерний. Синбирск, как провинциальный город, вместе с Симбирским уездом, причислен к Казанской губернии. В помощь к воеводе, хотя военное управление Симбирской чертой было упразднено, был назначен обер-комендант.
В 1716 году, вместо обер-коменданта, к воеводе были назначены в качестве "товарищей" два ландрата и два комиссара.
В 1719 году они были заменены одним комендантом.
В 1721 году число товарищей увеличили и назначали: обер-ландрихтера с 5 асессорами.
В 1722 году — двумя асессорами и двумя секретарями.
Синбирская провинция была образована в 1719 году (по другим данным в 1737 году в составе Казанской губернии) в составе Астраханской губернии из Синбирского уезда. В состав провинции вошли города: Белый Яр, Ярыклинск, Юшанск, Тагай, Уренск, Карсун, Аргаш, Сурский Острог, Алексеевск, Самара (с уездом), Кашпир, Сызрань, Дмитриевск (ныне Камышин) и Петровск , затем Саратов (с 1737 по 1769 гг.). См. старую карту 1745 года: [Карта части Синбир. провинции 1745 г.]
В 1728 году Синбирская провинция была возвращена в Казанскую губернию.
3 и 4 июня 1767 года Старую Майну и Вознесенское , а с 5 по 8 июня 1767 году — Синбирск, посетила императрица Екатерина II. См. статью: Путешествие Екатерины II по Волге.
В 1774 году на территории провинции происходили Пугачёвские бунты, в окрестностях Базарного Уреня, погиб воевода провинции Рычков Андрей Петрович. См. статью: Симбирские портреты Емельяна Пугачёва
В ноябре 1775 года деление губерний на провинции было отменено, но на местах всё равно называли провинциями.
По результатам реформы проведенной Екатериной II, 27 декабря 1780 года, Синбирск переименован в Симбирск, а из Симбирской провинции, было образовано Симбирское наместничество.

## Воеводы и коменданты провинции
| Ф. И. О.                        | Чин, звание                               | Период                  | Примечания |
| ------------------------------- | ----------------------------------------- | ----------------------- | --- |
| Бахметев Иван Ефремович         | обер-комендант                            | 1708 — 1712             | В 1708 г. Синбирский уезд вошел в состав новообразованную Казанскую губернию                                                                                |
| Мещерский Михаил Богданович     | князь, майор, воевода                     | 1717 — 1719             | В 1717 г. Синбирский уезд вошел в состав Астраханской губернии. В 1719 г. из Синбирского уезда образована Синбирская провинция.                             |
| Кикин Иван Васильевич           | воевода                                   | 1719                    | |
| Нестеров Александр Алексеевич   | подполковник, комендант                   | 1720                    | |
| Обухов Фёдор Иванович           | асессор                                   | 1720 — 1722             | |
| Хрущев Фёдор Фёдорович          | стольник и воевода                        | 1723 — 1727             | |
| Толстой Борис Иванович          | полковник и воевода                       | с 14 марта 1727 ст.     | В 1728 г. возвращена в состав Казанской губернии |
| Бекетов Афанасий Алексеевич     | полковник, воевода                        | 1729 — 1731             | В 1730 г. сгорел город. Комиссаром был Семен Якушев (Мякишев) и канцелярист Никита Емельянов.                                                               |
| Новиков Иван Васильевич         | статский советник, воевода                | 1731 — 1732             | |
| Гурьев Селиверст Данилович      | воевода                                   | 1732 — 1733             | С 16 апреля 1733 г. отдан под следствие по делу о злоупотреблениях по винному и провиантскому подрядам. 23 апреля 1733 года отстранен от должности воеводы. |
| Немков Иван Иванович            | полковник, воевода                        | 1733 — 1738             | |
| Волконский Григорий Григорьевич | князь, полковник, воевода                 | 1740 — 1741             | В 1740 г. сгорел город |
| Соковнин Пётр Алексеевич        | действительный статский советник, воевода | 01.01.1742 — 01.01.1744 | |
| Бекетов Афанасий Алексеевич     | воевода                                   | 1751 — 1752             | |
| Ходырев А. А.                   | воевода                                   | 1752                    | |
| Чернышёв Пётр Матвеевич         | полковник, комендант                      | 1766 — 1773             | убит во время Пугачёвского бунта |
| Рычков Андрей Петрович          | полковник, комендант                      | 1774                    | Убит во время Пугачёвского бунта, близ Карсуна (в Базарном Урене)                                                                                           |

## Известные люди
- Насакин Иван Яковлевич
- Андрей Симбирский
- Дмитриев Иван Иванович
- Баратаев Михаил Петрович
- Грязнов Иван Никифорович
- Волков Иван Фёдорович
- Пасевьев Пётр Степанович
- Бекетов Платон Петрович
- Карамзин Николай Михайлович
- Дурасов Николай Алексеевич
- Твердышев Иван Борисович
- Твердышев Яков Борисович
- Мясников Иван Семёнович
- Мясников Матвей Семёнович
- Глазов, Герасим Иванович — симбирский купец, горнозаводчик[22][23][24][25][26][27][28]
- Маленков, Артемий Иванович — симбирский купец, предприниматель, основатель Берсутского завода [23].